# Brachyleptus discolor
Brachyleptus discolor is een keversoort uit de familie bastaardglanskevers (Kateretidae). De wetenschappelijke naam van de soort werd in 1896 gepubliceerd door Edmund Reitter.